# Petrona Mejía
Petrona Mejía Chutá (n. 4 de outubro de 1973) é uma política guatemalteca e activista indígena dos direitos humanos do partido Unidade Nacional da Esperança. É membro do Congresso desde janeiro de 2020 e presidente da Comissão dos Povos Indígenas do Congresso.